# Apolinario Mabini
Pour les articles homonymes, voir Mabini.
Apolinario Mabini y Maranan, né le 23 juillet 1864 à Tanauan (Capitainerie générale des Philippines) et mort le 13 mai 1903 à Manille (Gouvernement insulaire des Îles Philippines), est un leader révolutionnaire philippin, éducateur, avocat et homme d’État qui a été le premier Premier ministre des Philippines, d'abord sous le gouvernement révolutionnaire, puis sous la Première République des Philippines.